# Aventura (formație)
Aventura a fost o formație de muzică bachata, din New York, Statele Unite. Trupa a fost formată în 1994 de către Anthony "Romeo" Santos, Henry Santos, Lenny Santos, și Max Santos, originari din Republica Dominicană. Aventura a căpătat succes în 1999, prin fuziunea de muzică bachata cu ritmuri moderne ale muzicii pop ca hip hop și R&B. După destrămarea trupei în 2011, Romeo Santos și Henry Santos au început cariere solo, iar Lenny Santos și Max Santos s-au alăturat lui Steve Styles de la Xtreme, formând o nouă trupă, Vena. Conform lui Romeo Santos, formația "este în pauză de proiecte individuale", dar se va reuni în câțiva ani.

## Membri
- Anthony "Romeo" Santos – solist, compozitor
- Henry Santos – vocal, compozitor, back vocal
- Lenny Santos – chitară, producător
- Max Santos – chitară bas

## Discografie

### Albume de studio
- Trampa de Amor (1995) (ca "Los Tinellers") Jimenez Publicidad Promoter
- Generation Next (2000) Jimenez Publicidad Promoter
- We Broke the Rules (2002)
- Love & Hate (2003)
- God's Project (2005)
- The Last (2009)

### Albume live
- Unplugged (2004)
- K.O.B. Live (2006)
- Kings of Bachata: Sold Out at Madison Square Garden (2007)

### Compilații
- 14+14 (2011)
- Grandes Exitos (2012)